# Cablevision Nöhmer
Die Nöhmer Glasfaser GmbH (Markenauftritt: Cablevision Nöhmer oder nur CN.AT) ist ein österreichisches Telekommunikationsunternehmen mit Sitz in Schörfling am Attersee. Es betreibt laut eigenen Angaben das größte Glasfasernetz Oberösterreichs und ist damit einer der führenden Telekommunikationsanbieter Österreichs. Betrieben werden Glasfaser- und Koaxnetze für die Verbreitung von Internet und Kabelfernsehen.

## Geschichte
Die Unternehmensgeschichte reicht bis ins Jahr 1959 zurück, damals übernahm Adolf Nöhmer jun. das Elektronikgeschäft seines Onkels. Im Jahr 1977 ist erstmals Kabel-TV angeboten worden. Die Marke „Cablevision“ ist im Jahr 1990 eingeführt worden; zehn Jahre später, im Jahr 2000, ist die Tätigkeit als Internetanbieter aufgenommen worden. Im Jahr 2006 sind erste Haushalte in den Gemeinden Schörfling am Attersee und Lenzing an der Ager mit Fibre to the Home (FTTH) versorgt worden. 2013 ist das FTTH-Netz auf weitere acht Gemeinden ausgeweitet worden.
Gerhard Nöhmer sen. übergab die Geschäftsführung des Unternehmens, die er seit 1987 innegehabt hat, im Jahr 2019 an seinen Sohn und derzeitigen Geschäftsführer Gerhard Nöhmer jun.
Im Jahr 2020 ist die Firma von Nöhmer Gesellschaft m.b.H. zu Nöhmer Glasfaser GmbH geändert worden, gleichzeitig ist der Handels- und Elektroinstallations-Betriebsteil in eine eigene Gesellschaft abgespalten worden.
Das Unternehmen ist Mitglied der Internet Service Providers Austria.

## Netzinfrastruktur
Laut eigenen Angaben ist Calbevision Nöhmer Oberösterreichs größter Glasfaserinternetanbieter, mit einem Netz, welches sich von Nußdorf am Attersee bis Thalheim bei Wels, sowie von Ottnang bis Inzersdorf im Kremstal erstreckt. Dieses ist mittels mehrerer 10-Gigabit-Zuleitungen an den Internet Exchange Point (IPX) in Wien VIX sowie den weltweit größten IPX in Frankfurt DE-CIX angebunden.
Das Unternehmen ausschließlich kabelgebundene Verbindungsarten (Glasfaser/Koax). Für den Ausbau des Glasfasernetz wird das Unternehmen von den Gemeinden, dem Land Oberösterreich sowie dem Bund und der Europäischen Union gefördert.

## Produkte
Das Produktportfolio umfasst Sprachtelefonie, Internetzugang, digitales Kabelfernsehen, Daten- und IT-Lösungen.

### Fiber to the Home
Stand 2025 können Kunden FTTH-Tarife bis garantierte 1000 Mbit/s Download- und 500 Mbit/s Uploadgeschwindigkeit wählen.

### Rundfunkprogramm
Das Unternehmen verbreitet über 120 unverschlüsselte TV-Sender in seinem Koaxnetz. Darunter sind die Programme des ORF, des Red Bull Media House, der ARD, des ZDF, 3sat, Arte sowie des SRF. Neben internationalen TV-Sendern wie BBC, CNBC, CNN, France 24, Rai 1 und TVE international werden auch mehrere regionale TV-Sender (TV1 Oberösterreich, LT1) sowie Programme der ProSiebenSat.1-Gruppe, der RTL Group und der WeltN24 GmbH verbreitet.
Neben den TV-Programmen werden über das Koaxnetz mehrere Radiosender (Österreich 1, Radio Oberösterreich, Radio Salzburg, Hitradio Ö3, FM4, Kronehit, Life Radio, Freies Radio Salzkammergut, LoungeFM, Welle 1) mittels UKW+RDS und DAB+ verbreitet.
Alle Programme werden in der eigenen Empfangsstation in Schörfling empfangen und für das Kabel-TV-Netz umgesetzt. Annähernd alle Programme der öffentlich-rechtlichen Sendeveranstalter sind in HD (720p laut EBU), dahingegen sind fast alle Privatfernsehsender in SD (576i de facto PAL) mit Ausnahme von ServusTV und einiger weniger anderen Sender in FHD (1080i). Es besteht die Möglichkeit mittels HD Austria weitere verschlüsselte HD-Programme zu nutzen.

## Regulierung
Als Telekommunikationsanbieter sind zuständige Aufsichtsbehörden die Rundfunk und Telekom Regulierungs-GmbH (RTR) sowie die KommAustria. Zuständiges Firmenbuchgericht ist das Landesgericht Wels.